# Louise Nicolle
Pour les articles homonymes, voir Nicolle.
Louise Nicolle, née le 9 juin 1847 à Saint-Amand-les-Eaux et morte dans la même ville le 1er août 1889, est une femme d'origine bourgeoise qui s'est consacrée toute sa vie à des œuvres sociales, en particulier tournées vers les femmes de sa commune.

## Biographie

### Famille et jeunesse
Louise naît le 9 juin 1847 à Saint-Amand-les-Eaux dans une famille aisée, son père étant un ancien commandant de la garde nationale et adjoint au maire.
À l'âge de vingt, ans, très pieuse, elle désire se faire religieuse et devient postulante chez les bernardines d'Esquermes, mais renonce à cause de sa santé fragile (selon d'autres sources, c'est au Carmel qu'elle aurait postulé en vain). Elle s'engage dans le Tiers-Ordre dominicain,.

### Œuvres sociales
En 1867, poussée par le père Boulanger, prieur des Dominicains de Lille, elle crée un premier patronage, puis d'autres œuvres, toutes tournées vers les femmes du bassin industriel (L'œuvre du crochet, l'Abeille, l'œuvre des mères chrétiennes) ; le pape Pie IX, dès 1869, l'encourage et la bénit dans cette démarche. Elle profite de sa position sociale pour aller à la rencontre des patrons afin qu'ils fournissent du travail aux jeunes filles désœuvrées. En 1888, les femmes qui travaillent avec Louise Nicolle dans ses œuvres sociales reçoivent l'autorisation de François-Édouard Hasley, archevêque de Cambrai, de se constituer en congrégation, « les humbles filles du Sacré-Cœur ».

### Mort
Louise Nicolle meurt à quarante-deux ans de la tuberculose.
Une chapelle Louise-Nicolle est construite au 31 rue du 18 Juin à Saint-Amand-les-Eaux. Elle a abrité la dépouille de Louise Nicolle de 1948 à 2021. 
En 2021, la chapelle ayant été désacralisée et mise en vente, le cercueil de Louise Nicolle a été transféré dans le caveau de sa famille au cimetière de Saint-Amand-les-Eaux.

## Postérité
La vie de Louise Nicolle a donné lieu à l'ouverture d'une cause de béatification, non aboutie.
Après le centenaire de sa mort, une association loi 1901 s'est créée, les Amis de Louise Nicolle. Elle a pour but de faire connaître Louise Nicolle, de la vénérer et de la montrer comme modèle de charité pour tout chrétien dans son œuvre sociale.